# Syngonanthus albopulvinatus
Syngonanthus albopulvinatus là một loài thực vật có hoa trong họ Eriocaulaceae. Loài này được (Moldenke) Moldenke miêu tả khoa học đầu tiên năm 1970.